# Presa di Valkenburg
La presa di Valkenburg fu uno scontro combattuto nell'ambito della guerra degli ottant'anni nel febbraio del 1574 presso il castello di Valkenburg, negli attuali Paesi Bassi.

## Lo scontro
La fortezza di Valkenburg (a nordovest di Leida), ospitava cinque compagnie inglesi comandate dal colonnello Edward Chester ed era un punto di grande importanza strategica per il controllo di Leida. All'inizio di febbraio del 1574, quando le truppe spagnole al comando del maestro di campo Don Francisco de Valdés avanzarono verso il castello di Valkenburg, le truppe inglesi arresero la fortezza e fuggirono verso Leida. Quindi gli spagnoli penetrarono nella fortezza e ne presero possesso. Per la codardia dimostrata a Valkenburg, l'esercito ribelle olandese a Leida si rifiutò di accogliere i soldati inglesi fuggitivi, i quali dovettero arrendersi agli spagnoli.

## Conseguenze
Poco dopo le forze inglesi attestate ad Alphen (attuale Alphen aan den Rijn, a sudovest di Leida), vennero sconfitti anch'essi, come pure accadde a Gouda, dove un'altra forza degli inglesi venne sorpresa e sconfitta da un contingente spagnolo con la perdita di 300 uomini e tre bandiere reggimentali inglesi.
Nell'aprile del 1574, Francisco de Valdés bloccò l'assedio di Leida di fronte all'esercito invasore guidato da Luigi di Nassau e di Enrico di Nassau-Dillenburg (fratelli di Guglielmo d'Orange), ma le forze spagnole comandate dal generale don Sancho Dávila y Daza lo raggiunsero e sconfissero il nemico nella battaglia di Mookerheyde. Gli olandesi subirono una pesantissima sconfitta perdendo almeno 3000 uomini oltre ai due comandanti, Luigi ed Enrico. Finally, the rebel army dispersed due to lack of pay.